# Dipeptide

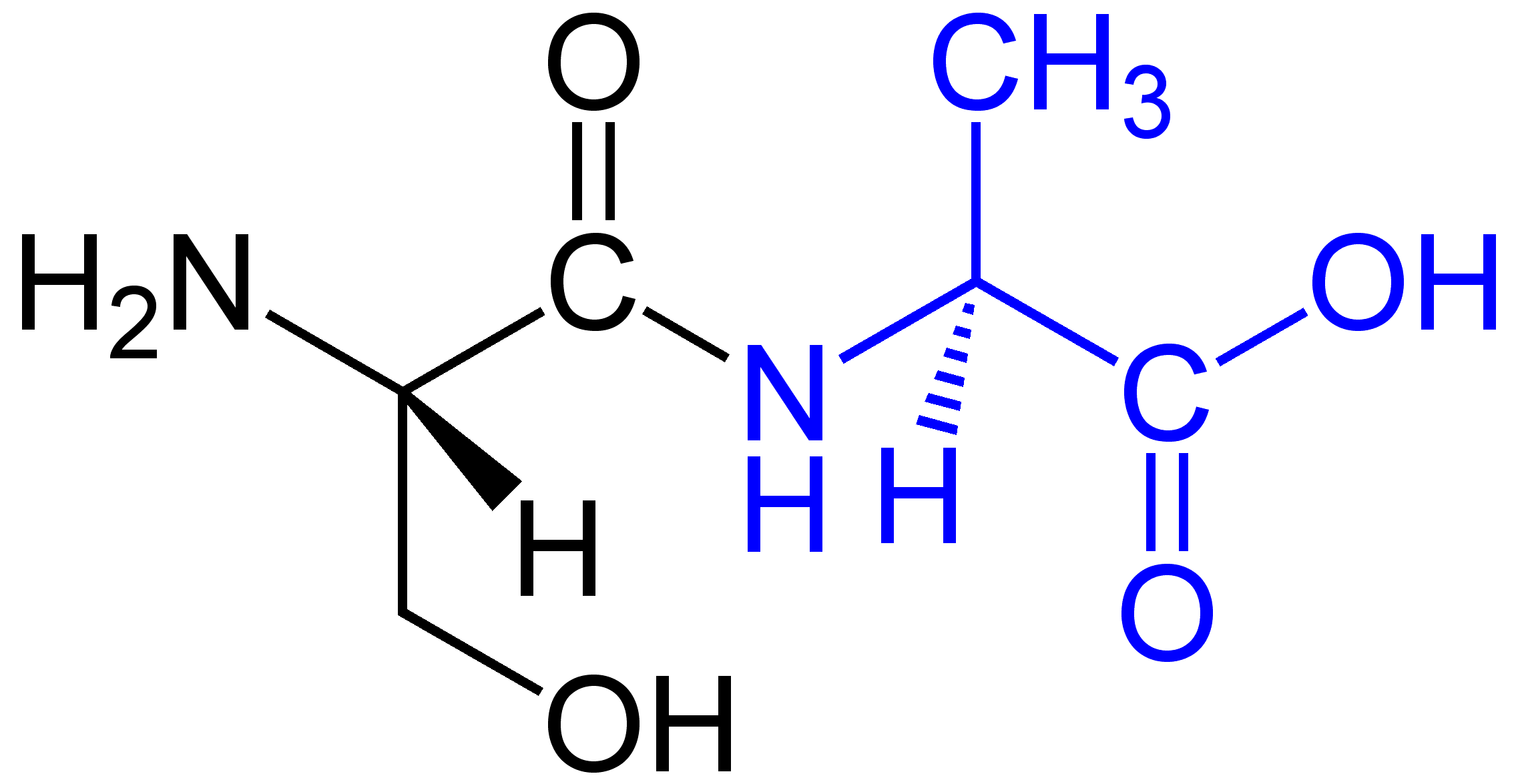
Lineares Dipeptid (Beispiel: Ser-Ala) mit der N-terminalen Aminosäure L-Serin (links) und der blau markierten C-terminalen Aminosäure L-Alanin (rechts).

Cyclisches Dipeptid mit zwei Peptidbindungen (Beispiel: cyclo-Gly-Gly) mit rot markierten Peptidbindungen.

Ein Dipeptid ist eine chemische Verbindung, die aus zwei Aminosäureresten zusammengesetzt ist und durch Hydrolyse in zwei Aminosäuren gespalten werden kann. Zwischen den beiden Aminosäurenresten des linearen Dipeptids besteht eine Peptidbindung. Cyclische Dipeptide enthalten hingegen zwei Peptidbindungen.
Die zu den Oligopeptiden gehörenden Dipeptide entstehen als Zwischenprodukte bei der enzymatisch gesteuerten Verdauung von Proteinen (Polypeptiden). Hierbei wirkt das Enzym Dipeptidyl-Peptidase. Dipeptidasen zerlegen sie in Aminosäuren.
Die Bergmann-Azlacton-Synthese ist eine klassische organische Synthese zur Herstellung von Dipeptiden.
Beispiele für Dipeptide:
- Glycylglycin (Gly-Gly)
- Carnosin: -(β-Alanyl-L-histidin) – kommt in erhöhter Konzentration im Muskelgewebe und im Gehirn vor
- Anserin: -(β-Alanyl-N-methylhistidin) – in der Skelettmuskulatur und im Gehirn von Säugetieren entdeckt
- Homoanserin: -(N-(4-Aminobutyryl)-L-histidin) – identifiziert im Muskel und im Gehirn von Säugetieren
- Kyotorphin: -(L-Tyrosyl-L-arginin) – ein neurophysiologisch aktives Dipeptid, das an der Schmerzregulation im Gehirn beteiligt ist
- Balenin (auch Ophidin): -(β-Alanyl-N-Tau-methylhistidin) – identifiziert im Muskel verschiedener Säugetierarten wie z. B. beim Menschen und beim Huhn
- Barettin: -(Cyclo-[(6-bromo-8-en-tryptophan)-arginin]) – ein cyclisches Dipeptid, das aus dem Schwamm Geodia barretti isoliert werden konnte